# Da me a te - Dalla città allo stadio
Da me a te - Dalla città allo stadio è un tour composto da cinque concerti evento realizzati da Claudio Baglioni nell'estate del 1998 dove porta alla massima espressione la concezione del palco al centro, inventata da lui stesso nel 1991, riempiendo gli stadi più grandi d'Italia a tutto tondo.
Il tour termina con numeri trionfali, infatti il totale degli spettatori paganti nei cinque concerti-evento supera 380 000. Il concerto del 6 giugno all'Olimpico di Roma, noto per il record di affluenza, e quello del 9 luglio al San Siro furono mandati in diretta televisiva dalla Rai.

## Concerti
I concerti, spalmati tra giugno a settembre del 1998, richiesero settimane di organizzazione per via della complessità del palcoscenico enorme esteso per tutto il campo. 
| Data              | Stadio                     | Spettatori |
| ----------------- | -------------------------- | ---------- |
| 6 giugno 1998     | Stadio Olimpico di Roma    | 100 000    |
| 8 giugno 1998     | Stadio Olimpico di Roma    | 100 000    |
| 9 luglio 1998     | Stadio San Siro, Milano    | 88 000     |
| 13 agosto 1998    | Stadio LaFavorita, Palermo | 40 000     |
| 26 settembre 1998 | Stadio San Paolo, Napoli   | 55 000     |

Le tappe allo Stadio Olimpico di Roma inizialmente prevedevano un’unica serata, durante la quale Claudio Baglioni avrebbe dovuto riempire non solo gli spalti ma anche l’intero prato, come già accaduto allo Stadio Flaminio il 3 luglio 1991. Tuttavia, per motivi di sicurezza, il Comune non concesse l’autorizzazione all’accesso del pubblico sul prato, rendendo necessaria l’organizzazione di due serate consecutive.
Privato della possibilità di destinare il prato al pubblico, Baglioni trasformò questo limite in un’opportunità creativa: ampliò ulteriormente il palcoscenico, che per la prima volta nella storia occupò l’intero stadio. La pista di atletica fu lasciata completamente libera, offrendo non solo lo spazio per l’ingresso scenografico su un grande camion giallo — sul quale Baglioni e la sua band si esibirono nel brano d’apertura — ma diventando parte integrante dell’esperienza visiva e narrativa dello spettacolo.
Durante un medley, Baglioni percorse infatti l’intera pista di atletica a bordo della Citroën 2CV, trasformando lo stadio in un vero e proprio teatro a cielo aperto. La completa disponibilità del prato e della pista permise inoltre l’installazione di imponenti impianti luminosi e pirotecnici, che diedero vita a spettacolari giochi di luce e fuochi d’artificio, esaltando l’atmosfera magica e immersiva dell’evento.
Anche nei tre stadi successivi del tour, Baglioni sfruttò l’intero campo a disposizione, dando vita a palcoscenici colossali e rivoluzionari per la musica dal vivo in Italia.

## Concezione
Una delle peculiarità più rivoluzionarie del tour è la struttura del palco, concepito per garantire una visibilità e un’acustica ottimali a 360 gradi. La posizione centrale, inedita per l'epoca, ha reso necessario l’utilizzo di un impianto fonico e di luci distribuito in maniera circolare, permettendo una diffusione uniforme del suono e una perfetta illuminazione da ogni angolazione. Questa soluzione, oltre a valorizzare l’esperienza degli spettatori, ha trasformato lo spazio dello stadio in un’arena immersiva, adornata da un palco a forma di croce che si esente per i lati del campo confluendo nello spazio centrale che diventa un enorme palcoscenico dove si esibiscono Baglioni che si muove per tutto il suo spazio a disposizione, la band e l'orchestra di violini che a seconda della scenografia segue diverse modulazioni e posizioni e dai corpi di ballo, il tutto eseguito in un ambiente di luci laser, giochi visivi e fuochi d'artificio. Nel concerto dell'Olimpico Baglioni entra in scena aprendo l'evento suonando insieme alla band sopra un camion giallo che compie il giro intero dello stadio lungo la pista di atletica.
Prima del concerto del 6 giugno, Baglioni rilascia un’intervista a Cronaca in diretta, in collegamento dallo Stadio Olimpico, nella quale svela la struttura e il concept del palco. L’artista sottolinea come la realizzazione sia avvenuta in tempi record e come il successo dell’evento abbia portato a un rapido sold out, con una seconda data aggiunta l’8 giugno per soddisfare l’enorme richiesta. Durante l’intervista, Baglioni introduce anche una novità tecnologica per l’epoca: la possibilità per il pubblico di collegarsi al sito internet ufficiale dell’artista per accedere a una visuale alternativa del concerto-evento. Attraverso questa piattaforma, gli spettatori potevano seguire il backstage e i preparativi in diretta, un’operazione pionieristica nel panorama musicale degli anni ’90, anticipando modalità di fruizione che sarebbero diventate comuni solo negli anni successivi con lo sviluppo dello streaming e dei contenuti esclusivi online.
Infine, all’interno dello Stadio Olimpico viene allestito uno stand dedicato alla carriera dell’artista, concepito come una sorta di grande esposizione (expo) interattiva, dove i fan possono acquistare gadget, dischi e memorabilia legati alla storia musicale di Baglioni. Questa iniziativa, oltre a celebrare il percorso artistico del cantante, rappresenta un’ulteriore evoluzione nell’esperienza del concerto dal vivo, trasformandolo in un evento totale, capace di coinvolgere il pubblico non solo sul piano musicale, ma anche su quello emotivo e culturale.

## Scaletta
La scaletta dei cinque concerti è pressoché uguale, eccetto piccoli cambiamenti, di seguito è riportata quella della prima serata all'Olimpico di Roma.
1. Strada facendo
2. Dagli il via
3. Acqua dalla luna
4. Notte di note, note di notte
5. Domani mai
6. Quante volte
7. Avrai
8. Uomini persi
9. I vecchi
10. E adesso la pubblicità
11. Tamburi lontani
12. Le vie dei colori
13. Vivi
14. Ninna nanna nanna ninna
15. Noi no
16. Fammi andar via
17. Poster
18. Bolero
19. Dov'è Dov'è
20. Mille giorni di te e di me
21. Medley; Amore bello  - E tu... - Solo  - Io me ne andrei - Sabato pomeriggio - E tu come stai?
22. Da me a te
23. Questo piccolo grande amore
24. La vita è adesso
25. Via
26. Io sono qui

## Formazione
- Claudio Baglioni - voce, pianoforte e chitarra
- Paolo Gianolio - chitarre
- Davide Romani - basso
- Davide Pistoni - pianoforte e tastiere (Palermo e Napoli)
- Danilo Rea - pianoforte e tastiere
- Walter Savelli - pianoforte e tastiere
- Gavin Harrison - batteria e percussioni
- Elio Rivagli - batteria e percussioni
- Compagnia dei colori - corpo di ballo
- Orchestra dei colori - quartetto d'archi e sezione fiati
- Atlete Federazione Ginnaste Italia - scenografie e corpo di ballo (Roma)
- Conduzione musicale e arrangiamenti di Claudio Baglioni e Paolo Gianolio
- Regia video di Duccio Forzano (Roma e Milano)
- Da un'idea di Claudio Baglioni
- Progetto archiettonico del palco al centro di Claudio Baglioni
- Diretta televisiva a cura di Rai (Roma e Milano)